# Zimbabwe nos Jogos Olímpicos de Verão da Juventude de 2010
O Zimbabwe ou Zimbábue participou dos Jogos Olímpicos de Verão da Juventude de 2010 em Cingapura. Sua delegação foi composta por 27 atletas que competiram em cinco esportes.

## Atletismo
| Evento                | Atleta                                                    | Qualificação | Qualificação | Final     | Final        |
| Evento                | Atleta                                                    | Resultado    | Posição      | Resultado | Posição      |
| --------------------- | --------------------------------------------------------- | ------------ | ------------ | --------- | ------------ |
| 3000 m feminino       | Sithulisiwe Zhou                                          | 9:45.76      | 6º           | 9:53.88   | 7º (Final A) |
| 100 m masculino       | Tinashe Samuel Mutanga                                    | 10.92        | 6º (1º q5)   | 10.72     | 6º (Final A) |
| Revezamento masculino | Tinashe Samuel Mutanga (como integrante da equipe África) |              |              | 1:53.45   | 4º           |

## Ciclismo
| Prova                     | Equipe                     | Corta-mato | Corta-mato | Corta-mato | Corta-mato | Corta-mato | Corta-mato | Contra-relógio | Contra-relógio | Contra-relógio | Contra-relógio | Contra-relógio | Contra-relógio | BMX    | BMX  | BMX  | BMX    | BMX   | BMX   | Estrada masculino[n1] | Estrada masculino[n1] | Estrada masculino[n1] | Pontuação geral | Pos. final |
| Prova                     | Equipe                     | Fem.       | Fem.       | Fem.       | Masc.      | Masc.      | Masc.      | Fem.           | Fem.           | Fem.           | Masc.          | Masc.          | Masc.          | Fem.   | Fem. | Fem. | Masc.  | Masc. | Masc. | Estrada masculino[n1] | Estrada masculino[n1] | Estrada masculino[n1] | Pontuação geral | Pos. final |
| Prova                     | Equipe                     | T          | P          | Pts        | T          | P          | Pts        | T              | P              | Pts            | T              | P              | Pts            | T      | P    | Pts  | T      | P     | Pts   | T                     | P                     | Pts                   | Pontuação geral | Pos. final |
| ------------------------- | -------------------------- | ---------- | ---------- | ---------- | ---------- | ---------- | ---------- | -------------- | -------------- | -------------- | -------------- | -------------- | -------------- | ------ | ---- | ---- | ------ | ----- | ----- | --------------------- | --------------------- | --------------------- | --------------- | ---------- |
| Equipes mistas combinadas | Johnatan Lawrence Thackray |            |            |            |            |            |            |                |                |                |                |                |                |        |      |      | 39.994 | 24º   | 72    | Não completou         | --                    | --                    | 366             | 31º        |
| Equipes mistas combinadas | Nyasha Lungu               |            |            |            | -2 voltas  | 24º        | 72         |                |                |                |                |                |                |        |      |      |        |       |       | 1:05.44               | 46º                   | 72                    | 366             | 31º        |
| Equipes mistas combinadas | Shaylene Brown             | -2 voltas  | 24º        | 40         |            |            |            | 4:02.44        | 30º            | 40             |                |                |                | 45.376 | 17º  | 40   |        |       |       |                       |                       |                       | 366             | 31º        |
| Equipes mistas combinadas | Tyron Mackie               |            |            |            |            |            |            |                |                |                | 4:57.99        | 31º            | 30             |        |      |      |        |       |       | 1:18:01               | 75º                   | 72                    | 366             | 31º        |

↑  Na prova de estrada apenas a melhor pontuação foi considerada.

## Futebol
Masculino:
| Elenco | Preliminares                         | Preliminares | Disputa pelo 5º lugar | Pos. final |
| Elenco | Grupo D                              | Pos.         | Disputa pelo 5º lugar | Pos. final |
| --- | ------------------------------------ | ------------ | --------------------- | ---------- |
| Fungai Benard, Keith Murera, Tapiwa Chikaka, Stanford Chavingira, Albert Kusemwa, Prince Gambe, Devyn Hencil, Ben Chikanda, Mncedisi Gumede, Edward Mwanza, Albert Matova, Ackim Mpofu, Fortune Sibanda, Lucky Ndlela, Pritchard Sibanda, Davison Chipfupi, Liberty Ngorima, Stanley Dube | Cingapura D 1-3 MNE Montenegro D 1-2 | 3º           | VAN Vanuatu D 0-2     | 6º         |

## Hipismo
| Evento            | Atleta                                          | Cavalo       | Preliminares | Preliminares | Preliminares | Preliminares | Preliminares | Preliminares | Final       | Final       | Pos. final        |
| Evento            | Atleta                                          | Cavalo       | Rodada A     | Rodada A     | Rodada B     | Rodada B     | Rodada B     | Total A+B    | Penal.      | Tempo       | Pos. final        |
| Evento            | Atleta                                          | Cavalo       | Penal. salto | Pos.         | Penal. salto | Penal. tempo | Total B      | Total A+B    | Penal.      | Tempo       | Pos. final        |
| ----------------- | ----------------------------------------------- | ------------ | ------------ | ------------ | ------------ | ------------ | ------------ | ------------ | ----------- | ----------- | ----------------- |
| Saltos individual | Yara Hanssen                                    | Ap Akermanis | 25           | 28º          | 24           | 0            | 24           | 49           | Não avançou | Não avançou | 28º               |
| Saltos por equipe | Yara Hanssen (como integrante da equipe África) | Ap Akermanis | 4            | 1º           | 4            | 0            | 4            | 8            | 24          | 157.46      | Medalha de bronze |

## Triatlo
| Evento               | Triatleta                                           | Natação | Transição 1 | Ciclismo | Transição 2 | Corrida | Tempo total | Pos. |
| -------------------- | --------------------------------------------------- | ------- | ----------- | -------- | ----------- | ------- | ----------- | ---- |
| Individual feminino  | Andrea Brown                                        | 10:41   | 0:37        | 34:45    | 0:24        | 23:32   | 1:09:59.30  | 27º  |
| Individual masculino | Boyd Littleford                                     | 10:49   | 0:29        | 31:43    | 0:23        | 20:29   | 1:03:53.25  | 30º  |
| Revezamento          | Andrea Brown (como integrante da equipe Mundo 1)    |         |             |          |             |         | 1:23:37.79  | 9º   |
| Revezamento          | Boyd Littleford (como integrante da equipe Mundo 2) |         |             |          |             |         | 1:27:34.96  | 12º  |